# Белава
Белава је планина у југоисточној Србији код Беле Паланке. Пружа се правцем северозапад—југоисток, у дужини око 15 km од Беле Паланке до Пирота. На северу се простире до реке Нишаве, на југозападу долином Седлара одвојена је од гребена Црног врха (889 m), а према југу и југоистоку досеже до друма Ниш — Пирот. Као и Сува планина на коју се надовезује, и Белава се, због одсечености према долини Нишаве и претежно кречњачког састава, одликује специфичним географским особинама.
Белава је ниска планина и припада Карпатско-балканској орогеној зони. На гребену, паралелном току Нишаве, уздижу се неколико врхова: Дебели дел (916 m), Кардашица (946 m), Водни вртоп (871 m) и други. Они су више примакнути југозападној страни и чине одсеке према долини Седлара.

## Геолошки састав

###### Грађа
Основну геолошку грађу Белаве чине палеозојске и мезозојске творевине. Од палеозојских углавном учествују шкриљци силурско—девонске и карбонске старости, као и пермски црвени пешчари. Они сачињавају језгро антиклинале ове планине.
Мезозоик је представљен поглавито кречњацима јурске и кредне старости. Јурски су заступљени претежно на јужном, док су кредни на северном делу планине. Кредни кречњаци, као доњeкредни кречњаци, према Нишавској долини, реверсно належу на горњекредне пешчаре и лапорце, док јурски, према долини Седлара, дискордантно леже преко палеозојских творевина.

###### Дебљина
Дебљина кречњачких слојева, који су претежно хоризонтални или благо антиклинално нагнути ка југу и северу, крећу се од 100 до 200 m. Ова знатна дебљина јасно је испољена на раседним одсецима окренутим Нишави. Мада се слојеви истањују према југозападу, планински гребен постепено пада према североистоку и у целини представља површ.
Она је у том делу рашчлањена бујичним долинама Нишавских притока. Такав карактер ове притоке добијају обично за време плаховитих киша, а због плитких неогених наслага, елувијума и делувијума на долинским странама изражен је посебан вид ерозије — клижење рудско-црвенкастог земљишта.
Степенасто микроцепање и снурање јасно се види на Зубару и Црвеној стени. Посебан тип долина на овој планини представљају валоге које су нарочито карактеристичне на кречњачкој површи Валожја (Сува планина). Ове долине личе на мање увале са нешто израженијим бочним странама, али са нижим отвореним делом. Типична таква долина је Угљарица изнад села Станичења. Сем ових попречних на Белави има и уздужних валожастих долина. Таква је долина Седлара. Иако је у палеозојским слојевима, она је у суштини постала карстификацијом на темену антиклинале где је био најтањи кречњачки покривач. Због тога су се вртаче на овом делу планине бочно јаче развијале и спајале. Тиме је најпре створена крашка долина Седлара у којој је, даљим процесом карстификације, потпуно разорен остатак кречњачког покривача, а затим се јавила нормална флувиоденудациона ерозија. Посебну врсту долина представљају псеудодолине које су типски изражене изнад Станичења. Оне су постале обурвавањем пећинских таваница те имају јако неуједначен уздужни профил. За разлику од претходних, ове долине на дну имају крупне блокове стена заостале од стропоштаних пећинских таваница. Одликују се и тиме, што се на одсеку Белаве, односно на њиховој северној страни очувао класични пећински накит.
Поред ових флувиоденудационих појава и облика, који се јављају на свом пространству планине, на северним одсецима, особито на Црвеној стени и Зубару, интензивно је развијен механички процес распадања и разоравања стена. Оно је на сектору Станичења потенцирано и изразитом радијалном тектоником. И док је терен изнад одсека Црвене стене релативно заравњен, дотле је узвишење Зубар изрецкано и назупчено по чему је и добило име. На њему су кречњачке стене врло испуцане и подложне обурвавању. Обурвавање је изражено нарочито у времену великих и јаких киша. Овај процес је још интензивнији на Црвеној стени. Ту је запажено да се не само откидају крупни блокови стена, већ одваљују читаве стране. Осим тога, на стрмијим нагибима, као и на контакту кречњака и лапорца, јављају се бројни сипари и плазине. Сипари се налазе дуж целог одсека Белаве према Нишави, а под Зубаром и Црвеном стеном они су највећи. Осулине састављене од кречњачких дробина различних димензија крећу се и застиру нижи терен те га чине нестабилним.
Због тога је положај насеља, а нарочито села Станичења врло неповољан. Та непогодност је увећана бујицама које сносе дробински материјал, јер њиме засипају куће и дворишта причињавајући велике штете и пустошења. Док је на странама ове планине изражен претежно флувиоденудациони и механички процес, дотле је на њеном темену развијена интензивна хемијска ерозија.Та ерозија је условљена и обешумљавањем терена који је скоро до краја 19. века био под густим и бујним шумским покривачем. Овакве шуме у 16. веку спомиње Герлах, а почетком 18. века и путописац немачког посланика грофа Вирмонта. Какве су по узрасту оне биле говори сазнање да једну букву није могло ни три човека да обухвате. Поред букве, на северним странама планине било је и храстове шуме. У времену насељавања, а нарочито од краја XVIII века, почело је њихово крчење те је Белава према Нишави брзо и готово сасвим обешумљена. Поред потреба насеља за дрветом, нагло обешумљавање је било узроковано и ради продаје шумске грађе. На тако потпуно потпуно обешумљеном терену истичу се површински крашки облици слични шкрапама, затим вртаче и псеудовртаче, последњи облици су постали стропоштавањем подземних шупљина. Поред ових, у белавском красу знатно су заступљени и подземни крашки облици: пећине, јаме и друге подземне шупљине. Изнад Станичења најпознатије су пећина Пећ и јама Љиљића дувка. Јаме овдашње становништво назива још и „одијала“, јер из њих током зиме избија водена пара. Међу специјалним подземним крашким облицима истиче се Станичењска леденица преко које је изграђен магазин у коме се чува качкаваљ и сир.
Као Сува планина и Белава је безводна. Безводност је последица поменуте јаке испуцаности кречњачке масе кроз коју се процеђују атмосферски талози. Ту циркулацију омогу ћују бројни системи пукотина (дијаклазе, брахиклазе и друге). У њима се падавинска вода брзо растури или подземно дренирана избија у хладним изворима планинске суподине.
Изузетно хладном водом, температуре 6 °C, истиче се један каптиран извор у селу Станичењу. Од њега је још хладнији извор Св. Богородице који је у Станичењским леденицама. Његова температура износи 4 °C. Због овако екстремно ниске температуре он је највероватније најхладнији извор у југоисточној Србији. Међутим, на самој планини површинска вода се налази једино у неогеним и палеозојским оазама поменутих долина. Тако се нпр. у долини Угљарице, с обзиром на заступљеност неогених седимената, песковити слојеви понашају као мали и слаби колектори атмосферских падавина. Из њих избија вода у облику слабих цураца што је условљено још и њиховом малом површином сабирне области. Једини издаш није извор на темену Белаве је Вински кладенац који је на висини око
600 m. Сем њега, на Белави вода се може наћи још и на дну алувијалних вртача које су резидијумом зачепљене. Отуда и назив Водни вртоп. Безводност се огледа и у одсуству сталне насељености виших планинских делова, као и у именима насеља Малог и Великог Суводола. Стога средња горња граница сталне настањености на Белави је још нижа него на Сувој планини, познатој по упадљиво ниској граници насељености. Док она на Сувој планини износи 608 m, на Белави је само 520 метара.
Слично Сврљишким планинама Белава је, као што је истакнуто, оголела на великом пространству. Наиме, на њој данас има врло мало шуме и травних површина. Шумске оазе су једино на Винском кладенцу и Дебелом долу, док је према Кардашици и Водном вртопу планина под шикаром и изданичким шибљем. У последње време приступило се пошумљавању голети, што је случај на сектору Градишта. Травне површине су толико оскудне да их нема допољно ни за испашу стоке. Због тога, „једну травку чупка по неколико буљука“ Управо, подбелавска села у доба паше пуштају овце на тзв' „садине“ и пашу око насеља. Отуда се у њима данас чува мало стоке. обично по неколико брава по једном домаћинству. Преко зиме стока се прехрањује разним лишћем. Стога с јесени мушки и женски живаљ села Станичеља иде у скупљање опалог лишћа. А кад оно понестане, стоци се даје шаша и сено.
На Белави, као ретко којој планини југоисточне, па и читаве Србије, просторне природне особености су умногоме специфично изражене. Све те битне особине и фактори проузроковали су одговарајуће пределе привредне и насеобинске прилике. Оне, с обзиром на још недовољну интервенцију друштвених фактора, показују тесну међуусловљеност са природним појавама.
Интензивно механичко распадање и разарање стена један је од најважнијих фактора што се на северној страни планине налази само једно веће насеље. Међутим, и оно је, због нестабилног терена, на непогодном, у ствари привременом положају. Ово насеље ће се несумњиво у будућности изместити на погоднији терен и имаће повољнији положај. То што се Станичење и данас налази на непогодном положају последица је догађаја и збивања за време турске владавине. Долине, као други вид морфолошких фактора, чине једине оазе културне вегетације. Осим тога, условљеност природе огледа се и у томе што се преко гребена Белаве саобраћај одвија једино суходолинама. Тим белавским путевима и данас се свлаче дрва и гони стока.
Најзад, врло су значајни и хидролошки утицаји. Наиме, растресити седименти око јединог извора у југоисточном делу Белаве условили су да се око њега усредсреди знатнији привредни живот.